# Макарова, Нина Григорьевна
Нина Григорьевна Макарова (05.05.1918 — 06.08.2005) — звеньевая-коноплевод колхоза «Власть труда» Кромского района Орловской области, Герой Социалистического Труда.

## Биография
Родилась в 1918 году в деревне Атяевка (ныне — Кромского района). Колхоз в родной деревне организовался в 1930 году. С малых лет Нина Макарова работала на различных сельскохозяйственных работах. В 1943 году во время отступления немецко-фашистские войска сожгли все хозяйственные постройки и дома. Жители поселились в землянках. Муж Нины Григорьевны погиб на фронте, она осталась одна с малолетним сыном. После войны возглавила коноплеводческое звено. В 1948 году за достигнутые успехи в выращивании конопли ей было присвоено звание Героя Социалистического Труда с вручением ордена Ленина и золотой медали «Серп и Молот». Орденами Ленина были награждены и члены её звена Клавдия и Пелагея Камоликовы. Награды воодушевляли на новые трудовые подвиги. Звено Нины Макаровой расширяло площади под посевы, повышая урожайность. В 1952 году она перешла работать на животноводческую ферму. В 1955 году была принята в члены Коммунистической партии. Вырастила сына, построила дом, обзавелась хозяйством.

## Награды
- Герой Социалистического Труда
- Орден Ленина (трижды)
- Участник Всесоюзной сельскохозяйственной выставки (ВСХВ)
- Золотая медаль ВСХВ
- Серебряная медаль ВСХВ
- Победитель Всесоюзного соревнования коноплеводов